# Agelanthus musozensis
Agelanthus musozensis är en tvåhjärtbladig växtart som först beskrevs av Alfred Barton Rendle, och fick sitt nu gällande namn av R.M. Polhill & D. Wiens. Agelanthus musozensis ingår i släktet Agelanthus och familjen Loranthaceae. Inga underarter finns listade i Catalogue of Life.